# Cheranguerán
Cheranguerán är en ort i Mexiko.   Den ligger i kommunen Uruapan och delstaten Michoacán de Ocampo, i den södra delen av landet, 300 km väster om huvudstaden Mexico City. Cheranguerán ligger 1 918 meter över havet och antalet invånare är 283.
Terrängen runt Cheranguerán är kuperad. Runt Cheranguerán är det tätbefolkat, med 286 invånare per kvadratkilometer. Närmaste större samhälle är Uruapan, 6,8 km sydost om Cheranguerán. I omgivningarna runt Cheranguerán växer huvudsakligen savannskog.